# Hale-Dharmapuri
Hale-Dharmapuri es una ciudad censal situada en el distrito de Dharmapuri en el estado de Tamil Nadu (India). Su población es de 4902 habitantes (2011). Se encuentra a 4 km de Dharmapuri y a 63 km de Salem.

## Demografía
Según el censo de 2011 la población de Hale-Dharmapuri era de 4902 habitantes, de los cuales 12543 eran hombres y 12926 eran mujeres. Hale-Dharmapuri tiene una tasa media de alfabetización del 71,27%, superior a la media estatal del 80,09%: la alfabetización masculina es del 80,27%, y la alfabetización femenina del 61,74%.